# Interstate 290 (New York)
Pour les articles homonymes, voir Interstate 290.
L'Interstate 290 (I-290) est une autoroute auxiliaire de 9,8 miles (15,8 km) de la région métropolitaine de Buffalo–Niagara Falls. Elle relie l'I-190 à Tonawanda avec l'I-90 à Williamsville, via Amherst. Elle permet un lien autoroutier vers Niagara Falls et le Canada depuis l'est qui contourne la ville de Buffalo. L'I-290 relie également l'I-990 au réseau et, par cette connexion, donne accès au campus d'Amherst de l'Université de Buffalo.

## Description du tracé
L'I-290 débute à un échangeur avec l'I-190 dans un secteur industriel de la ville de Tonawanda, en banlieue de Buffalo. L'autoroute se dirige à l'est dans un secteur résidentiel où elle rencontre la NY 384. L'autoroute poursuit vers l'est et croise la US 62 et l'I-990, dans la ville d'Amherst. L'autoroute bifurque vers le sud-est jusqu'à la NY 5, où elle s'oriente vers le sud pour atteindre son terminus est à la jonction avec l'I-90.

## Liste des sorties
| Interstate 290    |                          |       |       |        |                                                          |                                                                      |
| Comté             | Municipalité             | mi    | km    | Sortie | Intersections / Destinations                             | Notes                                                                |
| Érié              | Tonawanda                | 0,00  | 0,00  |        | I-190 – Buffalo, Niagara Falls                           | Sortie 16 de l'I-190                                                 |
| Érié              | Tonawanda                |       |       | 1      | Elmwood Avenue                                           | Sortie et entrée en direction est                                    |
| Érié              | Tonawanda                | 2,58  | 4,15  | 1      | NY 384 (en) (Delaware Avenue)                            | Pas de sortie en direction est; indiqué sortie 1A (sud) et 1B (nord) |
| Érié              | Tonawanda                | 3,65  | 5,87  | 2      | NY 425 (en) nord (Colvin Boulevard)                      |                                                                      |
| Érié              | Limite Tonawanda–Amherst | 5,24  | 8,43  | 3      | US 62 (Niagara Falls Boulevard)                          | Indiqué sortie 3A (sud) et 3B (nord) en direction est                |
| Érié              | Amherst                  | 6,19  | 9,96  | 4      | I-990 – Université à Buffalo, Lockport                   | Terminus sud de l'I-990                                              |
| Érié              | Amherst                  | 7,31  | 11,76 | 5      | NY 263 (en) (Millersport Highway)                        | Indiqué sortie 5A (sud) et 5B (nord)                                 |
| Érié              | Amherst                  | 8,06  | 12,97 | 6      | NY 240 (en) (Harlem Road) / NY 324 (en) (Sheridan Drive) |                                                                      |
| Érié              | Amherst                  | 9,75  | 15,69 | 7      | NY 5 (en) (Main Street)                                  | Indiqué sortie 7A (ouest) et 7B (est)                                |
| Érié              | Amherst                  | 10,24 | 16,48 |        | I-90 / New York Thruway – Albany, Érié                   | Sortie 50 de l'I-90                                                  |
| - Accès incomplet |                          |       |       |        |                                                          |                                                                      |